# Alemanes de Hungría
Los alemanes de Hungría (en alemán: Ungarndeutsche, en húngaro: magyarországi németek) son los descendientes de los alemanes que emigraron a la cuenca de los Cárpatos y zonas aledañas, formando actualmente minorías en esas áreas. Esta minoría germanófona es en ocasiones llamada suabos del Danubio (Donauschwaben, Dunai svábok) en Alemania, y a sí mismos con frecuencia se llaman shwoveh. Suabos del Danubio es el término colectivo usado para una variedad de grupos de alemanes étnicos que vivieron en el antiguo reino de Hungría, tierras que en la actualidad se encuentran repartidas entre Hungría, Rumanía, Eslovaquia y varias repúblicas exyugoslavas. 
En 1945 y hasta 1948, a partir del avance del ejército soviético, los alemanes de Hungría (población civil) fueron asesinados o deportados de la región solamente por su condición étnica, lo que constituyó un crimen de guerra. Actualmente, muchos viven en Alemania o Austria, aunque también en Australia, Brasil, los Estados Unidos, Canadá y Argentina.
Existían en 2011 131.951 hablantes de alemán en Hungría. En 2016 había un total de 178.832 personas que se declaraban alemanes en Hungría.

## Historia
La inmigración de alemanes a Hungría comenzó aproximadamente en el año 1000, con la llegada de caballeros que acompañaban a Gisela de Baviera, la esposa alemana de Esteban I de Hungría, el primer rey de Hungría. Pueden ser tres oleadas principales de migración alemana antes del siglo XX. Las primeras dos llegaron en la Edad Media (siglos XI a XIII y formaron el núcleo de los ciudadanos de unas pocas localidades de la Alta Hungría y del sur de Transilvania (sajones de Transilvania).
La tercera y mayor ola de inmigrantes de etnia alemana a Hungría se dio como resultado de una política deliberada impulsada por el gobierno de la monarquía Habsburgo tras la expulsión del imperio otomano del territorio húngaro. Entre 1711 y 1780, colonos del sur de Alemania, Austria y Sajonia emigraron al sudoeste de Hungría, Buda, el Banato (suabos del Banato) y el condado de Szatmár (alemanes de Satu Mare). Este influjo de alemanes ayudó a la recuperación económica y a la diferenciación cultural de estas regiones. A finales del siglo XVIII, el reino de Hungría tenía alrededor de un millón de residentes germanófonos. Durante ese período, se desarrolló una floreciente cultura germanófona, que produjo obras literarias, periódicos y revistas en idioma alemán, incluido un teatro en lengua alemana. 
Los alemanes de Hungría hicieron un enorme aporte a la cultura de Hungría, e incluso ellos fueron en gran medida los autores de las principales atracciones arquitectónicas de Budapest.
A lo largo del siglo XIX, los alemanes étnicos también contribuyeron en gran medida a la industrialización de Hungría, siendo particularmente importantes la elaboración de vidrio, las fundiciones y la construcción. Como respuesta a esta situación, en la segunda mitad del siglo se incrementó el movimiento político nacionalista húngaro, cuyo propósito era asimilar por la fuerza a los ciudadanos de habla alemana y confiscar su riqueza económica. Esto se llevó a cabo mediante diversas políticas, que incluyeron la sustitución del idioma alemán en las escuelas de la etnia alemana por el idioma húngaro.
Hacia 1918, al final de la Primera Guerra Mundial, alrededor de dos millones de suabos del Danubio, así como otros hablantes de alemán, vivían en lo que hoy es Hungría, Rumanía, Croacia, Eslovaquia y las antiguas repúblicas yugoslavas. Entre 1918 y 1945 varios factores redujeron en gran parte el número de residentes germanófonos en el reino hasta dejarlo en solo un 30% a finales de la Segunda Guerra Mundial. El tratado de Trianon de 1920 dejó a más de la mitad de los alemanes fuera del territorio húngaro, en los países vecinos.
Como respuesta a la persecución gubernamental que sufrieron en base a su identidad étnica, en 1938 emergió una organización nacionalsocialista alemana, el Volksbund der Deutschen in Ungarn bajo el liderazgo de Franz Anton Basch, que llegaría a ser una de las organizaciones políticas más influyentes entre los alemanes de Hungría. Muchos alemanes se esperanzaron con que así alguien podría poner un límite a los abusos del gobierno húngaro contra la población alemana que en muchos casos vivía allí desde hacía siglos (y porque habían sido expresamente invitados a radicarse por los propios gobiernos locales). En 1940, dicho partido se convirtió en el representante oficial de los alemanes húngaros, siendo controlado directamente por Alemania. El Volksbund tuvo representantes en el parlamento húngaro hasta 1945. Tanto a través del alistamiento voluntario, así como del reclutamiento general, muchos alemanes étnicos sirvieron en unidades militares controladas por el Tercer Reich y luchando a favor del esfuerzo alemán en la guerra. Esta colaboración incluyó la formación de varias unidades de las Waffen SS, que actuaron tanto en la región de Hungría y sus posesiones, como más allá.
Hacia el final del conflicto, la comunidad de alemanes étnicos de Hungría fue culpada por el régimen comunista, iniciándose un fuerte proceso de limpieza étnica y matanzas. Aunque la culpa colectiva está considerada un crimen de guerra, el Ejército Rojo en su avance deportó a alrededor de 600.000 civiles y prisioneros de guerra de Hungría a campos de concentración, aduciendo "razones de seguridad", de los cuales entre 40.000 y 65.000 eran alemanes. Del mismo modo, muchos alemanes, sintiéndose amenazados por el peligro inminente de la deportación a los campos de trabajo forzado de Siberia, huyeron de Hungría. Muchos alemanes fueron enviados a Alemania, primero a la zona de ocupación estadounidense, y más tarde a la zona soviética. En total, unos 220.000 alemanes fueron expulsados de Hungría.

## Expulsión
Con la Segunda Guerra Mundial aún en marcha en 1945, varias facciones que competían por el poder político en Hungría trataron de decidir cómo tratar a los alemanes étnicos. Las opiniones estaban divididas. El Partido Comunista Húngaro y su aliado, el Partido Nacional Campesino, pedían la expulsión de todos los alemanes solamente por ser de etnia alemana, mientras que el principal partido democrático, el Partido de los Pequeños Propietarios, sólo favorecía la deportación de exmiembros del Volksbund y las Waffen SS. Si bien en mayo de 1945 el gobierno anunció que no se trataba de una cuestión de suabos húngaros, sino de fascistas alemanes, los hechos posteriores demostrarían lo contrario. Inicialmente, resolvieron deportar a los exsoldados de las Waffen SS y confiscar las tierras de los miembros del Volksbund. Poco tiempo después, sin embargo, pidieron autorización a Moscú para deportar de 200.000 a 250.000 alemanes étnicos a la zona de ocupación soviética de Alemania. Como esta cifra era claramente mucho mayor que el número de adherentes al Volksbund, el proceso realmente se convirtió en eliminar un grupo étnico no deseado, independientemente de qué ideología tuvieran, en lugar de eliminar sólo a los fascistas alemanes. La población alemana en Hungría, sin embargo, nunca estuvo sujeta a la misma persecución brutal y excesos que en Polonia, Checoslovaquia, Yugoslavia o Rusia (donde los alemanes del Volga sufrieron un genocidio de manera abierta).
La iniciativa para incluir la expulsión de los alemanes étnicos de Hungría en la conferencia de Potsdam, en agosto de 1945, vino de la Unión Soviética. Junto con el Partido Comunista de Hungría, querían utilizar el argumento de la "culpa colectiva" de los suabos para cubrir su propósito real de una reforma agraria radical, ya que los alemanes que mataron o deportaron nunca fueron indemnizados por todas sus propiedades confiscadas. Así, en la primavera de 1945, el mariscal ruso Voroshílov exigió al gobierno húngaro la expulsión completa de los alemanes de Hungría y la confiscación de todas sus propiedades. Todos los alemanes étnicos que declararon el alemán como su lengua materna fueron considerados elegibles para la confiscación y deportación. El gobierno húngaro estimó el número en 200.000 a 250.000 individuos.
Ciertas categorías de alemanes húngaros estuvieron exentos de la deportación, sobre todo aquellos que habían sido miembros activos de partidos izquierdistas o sindicatos o habían sido perseguidos por los nazis por reclamar la nacionalidad húngara. Posteriormente, en 1947, cuando la mayor parte de los alemanes ya se encontraban fuera de Hungría, los trabajadores industriales en industrias críticas, mineros, artesanos indispensables o trabajadores agrícolas también estuvieron exentos, a menos que hubieran sido miembros del Volksbund o las Waffen SS. Comités de exención fueron establecidos por el gobierno, aunque bajo el control y discrecionalidad del Partido Comunista. Por esa razón, alemanes adinerados que no habían sido miembros del Volksbund fueron igualmente expulsados y confiscados, mientras que los alemanes de clase trabajadora, ahora miembros del Partido Comunista Húngaro, fueron eximidos, aunque anteriormente hubiesen sido miembros del Volksbund.
En Hungría se alzaron voces contra estas expulsiones arbitrarias. Los partidos liberales, particularmente el Partido de los Pequeños Propietarios y la prensa democrática superviviente, criticaron la brutal discriminación de clasificar a todos los alemanes étnicos como "traidores", sólo por su condición étnica. El cardenal József Mindszenty, de origen alemán, como cabeza de la Iglesia católica en Hungría y feroz anticomunista, protestó repetidamente por la confiscación de propiedades y la expulsión de todos los alemanes étnicos. Se dirigió a la opinión pública mundial y condenó enérgicamente lo que estaba sucediendo en Hungría. Estas protestas no tuvieron ningún efecto, y con el creciente dominio comunista del gobierno húngaro, la oposición fue perseguida y eliminada gradualmente. En 1949, Mindszenty fue juzgado por traición por el gobierno comunista y condenado a cadena perpetua, sólo por pensar diferente. En la revolución húngara de 1956, se le concedió asilo en la embajada de los Estados Unidos en Budapest, desde donde finalmente se le permitió exiliarse en 1971.
Si bien las deportaciones y matanzas de las familias de alemanes étnicos civiles comenzó con el avance del ejército soviético, más tarde, con la SGM ya finalizada, el gobierno comunista implementó confiscaciones masivas de los alemanes étnicos remanentes y su expulsión del territorio en dos fases. La primera fase duró de enero a junio de 1946. Tras una breve interrupción en el verano de 1946, continuaron hasta diciembre. Los refugiados fueron deportados a la zona americana de ocupación en Alemania, obligándolos a llegar como desposeídos a tierra que había sido intensamente arrasada por los bombardeos de las fuerzas aliadas, por lo que allí ni siquiera había viviendas, ni empleos, ni alimentos suficientes. La deportación de alemanes étnicos comenzó de nuevo en agosto de 1947. Debido a que en un determinado momento el gobierno de los Estados Unidos se negó a aceptar más refugiados en su zona dado que el gobierno soviético los deportaba allí pero no había aceptado ninguno de su lado de ocupación, la minoría remanente de alemanes fueron deportados a la zona de ocupación soviética. Así, aproximadamente 50.000 alemanes de Hungría fueron deportados a campos en Sajonia, desde los que luego fueron dispersados a otras áreas de la zona soviética. No obstante, para entonces, la mayoría de los alemanes étnicos que permanecían en Hungría estaban ansiosos por irse, ya que las condiciones de vida para ellos se habían vuelto insoportables. Irónicamente, en esta última expulsión, los trabajadores alemanes más hábiles e industriosos fueron expulsados de Hungría. Esto tuvo un efecto perjudicial a largo plazo en la economía húngara. Las expulsiones se interrumpieron por completo en el otoño de 1948.
En total, 239.000 alemanes de Hungría se vieron obligados a abandonar Hungría. Aproximadamente 170.000 fueron a la zona estadounidense en Alemania, 54.000 a la zona soviética y 15.000 a Austria. Se estima que en estas expulsiones unos 11.000 civiles de etnia alemana fueron asesinados. Gran parte de los restantes debieron emigrar a otros países, por ejemplo, de las Américas.
Los que optaron por la nacionalidad húngara en el censo de 1941, que declararon su idioma nativo como húngaro y estaban completamente integrados en la sociedad húngara, o sea, los que ya no fueran más alemanes étnicos sino meros descendientes y además mostraran su fidelidad al régimen comunista, en algunos casos, pudieron evitar la deportación. En 1948, con los comunistas dominando el gobierno húngaro, la cuestión del nacionalismo fue reemplazada por la guerra de clases. El líder del Partido Comunista, Rákosi, declaró que los alemanes restantes, en su mayoría trabajadores calificados, debían reintegrarse al Estado húngaro. Una propuesta insólita luego de las matanzas, confiscaciones y deportaciones. En octubre de 1949 se anunció una amnistía general para todos los alemanes. Seis meses después, en mayo de 1950, las expulsiones se detuvieron oficialmente y todos los alemanes que quedaban recibieron la ciudadanía húngara. Esto creó su propia crisis entre la comunidad alemana residual en Hungría, ya que ahora se les impedía la salida del estado comunista porque eran ciudadanos húngaros.

## Tratamiento en Hungría tras la Segunda Guerra Mundial

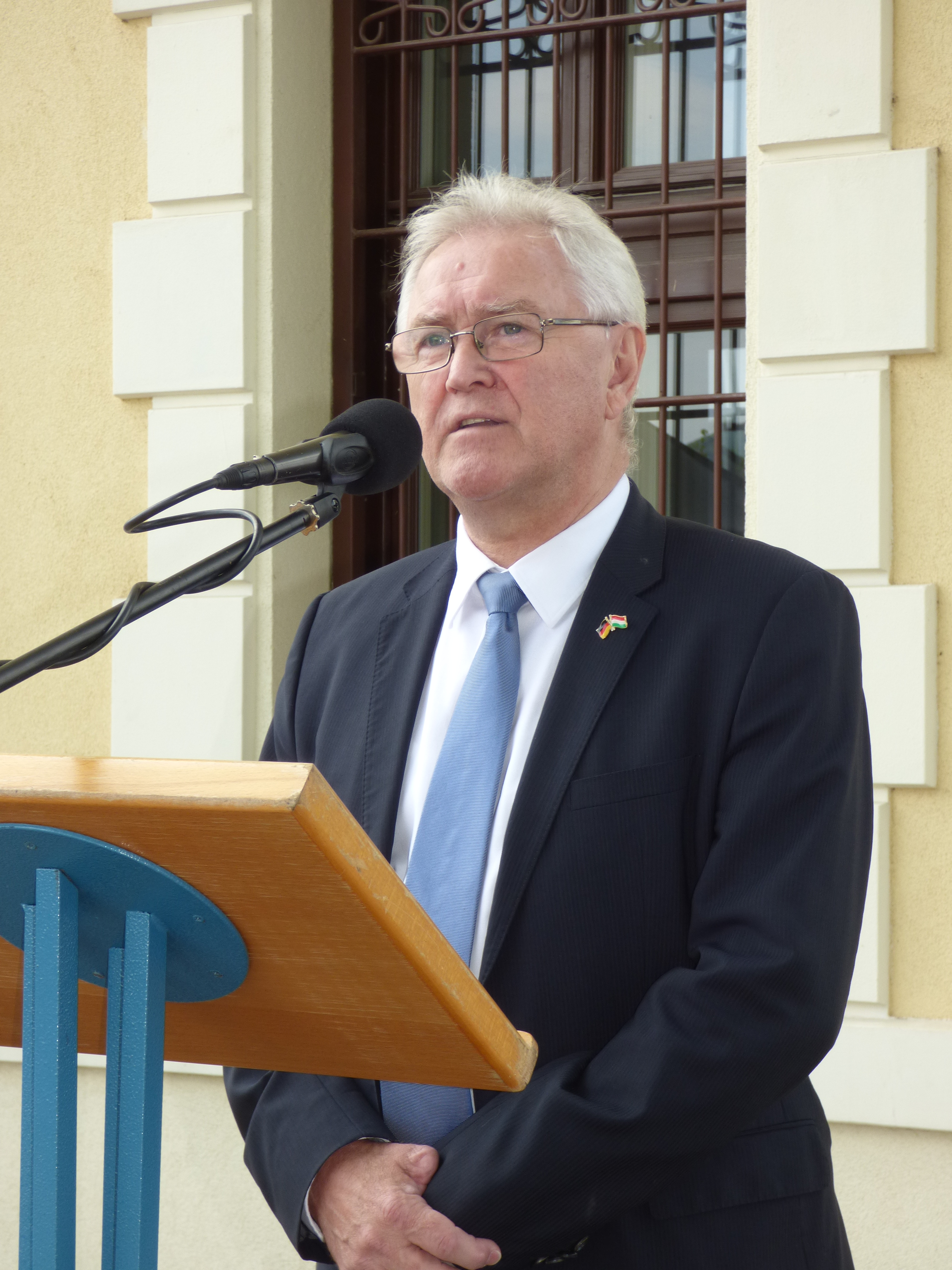
Imre Ritter, del partido Autogobierno Nacional de los Alemanes en Hungría, elegido diputado en las elecciones parlamentarias húngaras de 2018.

Las cosas comenzaron a mejorar para los grupos minoritarios, incluidos los alemanes húngaros, bajo el programa de liberalización económica llamado comunismo gulash. Tras años de expulsiones, prohibición del idioma alemán y asimilación forzosa, este movimiento, liderado por el entonces secretario general del Partido Comunista de Hungría, János Kádár, garantizaba ciertos derechos económicos a los grupos minoritarios, así como el derecho a practicar sus propias culturas, aunque jamás planteando derechos de indemnización por todas las propiedades confiscadas a los alemanes étnicos. En 1955, se fundó una nueva organización, la Asociación de Alemanes Húngaros (Verband der Ungarndeutschen). Un foco principal del grupo fue la enseñanza del idioma alemán en las escuelas húngaras. Debido a la posición del gobierno sobre la cultura alemana en el pasado reciente, en las escuelas se enseñaba muy poco alemán en ese momento, por lo que los organizadores del grupo temían que el sistema escolar húngaro criara "una generación muda". Los organizadores del grupo consideraron que los jóvenes alemanes húngaros tenían un dominio muy deficiente del idioma alemán, incluida una comprensión del habla limitada, lo que les resultaba perturbador. El grupo tuvo éxito en la década de 1980, cuando el alemán ganó el estatus de lengua minoritaria, adquiriendo así una posición legal en el sistema escolar húngaro. El número de escuelas bilingües ha seguido aumentando. En 2001, 62.105 personas se declaraban alemanas, y 88.209 personas tenían afinidad con los valores culturales y las tradiciones de la nacionalidad alemana.
En las elecciones parlamentarias húngaras de 2018 fue elegido, por primera vez desde 1933, un representante de la minoría alemana de Hungría, Imre Ritter, del partido Autogobierno Nacional de los Alemanes en Hungría.
| Condados                     | Distritos por población étnica alemana (censo de 2001) | %     | Distritos por población étnica alemana (censo de 2011) | %     |
| ---------------------------- | ------------------------------------------------------ | ----- | ------------------------------------------------------ | ----- |
| Condado de Baranya           | 14,204                                                 | 3.49% | 22,150                                                 | 6.07% |
| Condado de Tolna             | 6,658                                                  | 2.67% | 10,195                                                 | 4.74% |
| Condado de Komárom-Esztergom | 5,112                                                  | 1.61% | 9,168                                                  | 3.38% |
| Condado de Veszprém          | 3,032                                                  | 0.81% | 8,473                                                  | 2.69% |
| Condado de Pest              | 10,319                                                 | 0.95% | 24,994                                                 | 2.29% |
| Condado de Bács-Kiskun       | 4,474                                                  | 0.82% | 9,528                                                  | 2.01% |
| Condado de Fejér             | 2,147                                                  | 0.49% | 5,419                                                  | 1.45% |
| Condado de Győr-Moson-Sopron | 1,803                                                  | 0.41% | 5,145                                                  | 1.30% |
| Condado de Somogy            | 965                                                    | 0.29% | 3,039                                                  | 1.06% |
| Budapest                     | 7,014                                                  | 0.39% | 18,278                                                 | 1.00% |
| Vas                          | 1,023                                                  | 0.38% |                                                        |       |
| Nógrád                       | 744                                                    | 0.34% |                                                        |       |
| Borsod-Abaúj-Zemplén         | 1,156                                                  | 0.16% |                                                        |       |
| Szabolcs-Szatmár-Bereg       | 727                                                    | 0.12% |                                                        |       |
| Zala                         | 452                                                    | 0.15% |                                                        |       |
| Csongrád                     | 557                                                    | 0.13% |                                                        |       |
| Heves                        | 219                                                    | 0.07% |                                                        |       |
| Hajdú-Bihar                  | 318                                                    | 0.06% |                                                        |       |
| Jász-Nagykun-Szolnok         | 217                                                    | 0.05% |                                                        |       |

En 2016, había un total de 178.832 personas que se declaraban alemanes en Hungría.

## Aporte cultural de los alemanes étnicos a Hungría
Aunque los alemanes de Hungría fueron obligados a inscribir sus nombres de pila en idioma húngaro en los registros, los apellidos alemanes de muchas personalidades destacadas de Hungría son aún hoy evidentes, tanto como lo han sido sus inmensos aportes al país.
Las más grandes obras arquitectónicas de Budapest, por ejemplo, fueron diseñadas por los alemanes étnicos de Hungría. Por caso, el Castillo de Buda, el antiguo Palacio Real, el monumento más grande de Hungría donde se encuentra la Galería Nacional Húngara, le debe su aspecto actual a los arq. Miklós Ybl, suabo del Danubio considerado el más grande arquitecto de Hungría, y Alajos Hauszmann, otro suabo del Danubio cuyos padres procedían de Baviera, Alemania. El arq. Miklós Ybl también fue el autor del mercado Várkert Bazár (Patrimonio de la Humanidad), el edificio principal de la Universidad Corvinus de Budapest y lujosas construcciones alrededor del barrio del palacio, como la Mansión Festetic, que aún hoy alberga la universidad de Hungría completamente de habla alemana, o el Palacio Wenckheim de la localidad de Szabadkígyós.
El colosal edificio de estilo neogótico del Parlamento de Hungría fue obra del arq. Imre Steindl, otro suabo del Danubio, y la más grande catedral Basílica de San Esteban de Budapest fue diseñada por los arq. József Hild, luego Miklós Ybl, y luego József Kauser, todos ellos con la misma ascendencia. El arq. Hild también diseñó la Catedral basílica de San Juan Apóstol (Eger). 
Por otro lado, la fantástica Ópera Nacional de Hungría es otro caso paradigmático: fue diseñada por el arq. Miklós Ybl, y a su vez, en la fachada del edificio, hay 2 estatuas: una de Ferenc Erkel, nada menos que el compositor del Himno Nacional de Hungría (quien a su vez era otro suabo del Danubio) y la otra es de Franz Liszt, el virtuoso pianista húngaro también de ascendencia germana. Al mismo tiempo, ambas estatuas fueron realizadas por Alajos Strobl, un reconocido escultor húngaro de origen alemán. 
Asimismo, los Baños Széchenyi, los mayores y muy afamados baños termales de Europa diseñados en estilo neobarroco, fueron obra del arq. Győző Czigler, también de ascendencia germana. El palacio de Justicia de Budapest fue obra del arq. Alajos Hauszmann, mientras que la Galería de Arte de Budapest fue obra del arq. Albert Schickedanz, nacido en una familia de alemanes. El icónico Anantara New York Palace Budapest Hotel fue diseñado por el arq. Alajos Hauszmann, junto a los también arquitectos de origen alemán nacidos en Hungría Flóris Korb y Kálmán Giergl. Estos dos últimos, a su vez, fueron autores de la Academia de Música Ferenc Liszt, de la Biblioteca de la Universidad Central de Cluj-Napoca, del Palacio Klotild, del lujoso edificio de rentas Palacio Király de Budapest (Királyi Bérpalota), de la sede del colegio de abogados de Budapest (Ügyvédi kamara székháza) y del Palacio Eiffel, entre varios otros, mientras que el arq. Korb diseñó la Universidad de Debrecen.
El arq. Ferenc Pfaff, en tanto, dotó a Hungría de varias estaciones de ferrocarril: la Estación de Timișoara Nord (demolida), la Estación Central de Zagreb, la estación de la ciudad de Pécs y la estación Miskolc Tiszai de la ciudad de Miskolc, entre otras. El arq. Ignác Alpár (Ignác József Schöckl) fue el autor de la sede del Banco Nacional de Hungría, del Banco Nacional de Comercio de Hungría (durante mucho tiempo funcionó como edificio del Ministerio del Interior), del Banco de Crédito General de Hungría (actualmente el edificio del Ministerio de Finanzas), de la Primera Caja de Ahorros de Hungría (actualmente edificio del Tesoro), y de los antiguos edificios de la Bolsa de Valores, Budapest (Tőzsdepalota, durante mucho tiempo albergó la Televisión Nacional Húngara), el Castillo de Vajdahunyad, el Palacio Anker, de los ayuntamientos de las localidades de Sighişoara, Cluj-Napoca, Deva, Nyíregyháza, etc. 
El ingeniero suabo del Danubio Ferenc Reitter desempeñó un papel importante en la planificación urbana de Buda, Pest y luego de la capital unida (Budapest) como Presidente del Consejo de Obras Públicas de Budapest. Fue el impulsor de grandes obras de higiene y alcantarillado. 
En tanto, András Mayerhoffer (nacido en Salzburg cuando Austria aún no existía) estuvo entre los muchos germanos que se radicaron en Buda, a orillas del Danubio, y fue una de las principales figuras de la arquitectura barroca-rococó de Hungría, considerado el inventor del tipo de castillo barroco típicamente "húngaro". Fue el autor del Palacio de Gödöllő, el Palacio de Grassalkovich (por entonces ubicado dentro del Imperio Austrohúngaro, actual residencia del Presidente de Eslovaquia) y en consecuencia del estilo conocido como "estilo Grassalkovich", el Palacio Nagytétény, el Palacio de Raday, el Palacio de Peterffy, la Iglesia ortodoxa de San Jorge y la Iglesia de la Anunciación ortodoxa serbia de la ciudad de Szentendre, entre muchas otras. András Mayerhoffer tuvo 2 hijos, János y András, los cuales también fueron arquitectos que enriquecieron la arquitectura barroca de la actual Hungría con obras destacadas. Valgan esos ejemplos, entre tantos más que existen, para cuantificar el enorme aporte de los alemanes de Hungría al reino (actual país) que los invitó a poblar para que ayudaran a desarrollarlo.
Los alemanes del Danubio contribuyeron en muy diversas áreas al desarrollo local. György Klapka fue uno de los generales húngaros más importantes de la Guerra de Independencia de Hungría de 1848-1849, político, miembro del Parlamento húngaro y viceministro de Guerra. Sándor Wekerle fue el primer ministro de Hungría no noble y ocupó ese cargo 3 veces. Franz Eisenhut, uno de los más grandes pintores académicos de Austria-Hungría en la segunda mitad del siglo XIX, era también un suabo del Danubio. János Halmos (nacido János Haberhauer, hijo de Hubert Haberhauer y Magdolna Schultz) fue el alcalde de Budapest entre 1897 y 1906. Károly Kerényi (apellido original: Kinzig) fue uno de los fundadores de los modernos estudios sobre mitología griega. La novelista suaba del Danubio Herta Müller (esposa del novelista también suabo del Danubio Richard Wagner) ganó el Premio Nobel de Literatura de 2009, entre muchos otros.
La expulsión de los alemanes de Hungría con el mero criterio de odio racial no sólo constituyó un crimen de guerra que produjo enorme sufrimiento y muerte a sus víctimas, sino que marcó el declive de Hungría como país en todas las áreas en las que los alemanes hacían grandes contribuciones.